# Суперпёс (фильм)
«Суперпёс» (англ. Underdog) — американская детская фантастическая комедия 2007 года. Фильм снят по мотивам одноимённого мультсериала, транслировавшегося с 1964 по 1973 год.

## Сюжет
Полицейского бигля увольняют за плохую службу. Он попадает в приют, в подвале которого сумасшедший учёный-генетик Саймон Зловредень и его подручный Кэд Лэки проводят опыты над собаками, пытаясь вывести породу со сверх-способностями. Бигль вырывается из рук доктора, крушит лабораторию и случайно выливает на себя содержимое сразу нескольких десятков пробирок, от чего немедленно приобретает эту самую сверх-силу. Пёс убегает, на улице попадает под машину Дэна Ангера, бывшего полицейского, а ныне охранника собачьего приюта, и тот забирает собаку домой, где его новым хозяином становится сын Дэна — Джек.
Поначалу у них не складываются отношения, но всё меняется, когда Джек обнаруживает необычные способности Блеска, как назвали пса: он умеет говорить по-английски, бегать и летать с огромной скоростью, находиться в безвоздушном пространстве… Джек предлагает Блеску стать хранителем их города, Кэпитол-Сити, супергероем, борцом с преступностью. После некоторых колебаний Блеск соглашается, тем более в образе Суперпса он нравится красавице Полли.
Суперпёс начинает свою благородную работу по защите города от криминальных элементов, а Зловредень продолжает свои изыскания, ему нужно заполучить себе Суперпса, чтобы взять у него генные образцы. Зловредень и Кэд захватывают Дэна, который совершенно не понимает в чём дело, но по приказу учёного зовёт к себе Блеска. Он с Джеком прибывает на помощь, но Суперпсу приходится отдать свой генный материал Зловреденю, а тот превращает его в обычную собаку.
Зловредень, Кэд и три сверх-собаки отправляются в мэрию, где захватывают в заложники мэра и требуют деньги, лабораторию и неприкосновенность. Связанные Дэн, Джек и Блеск освобождаются и тоже прибывают к мэрии. Кэд устанавливает на крыше здания бомбу, которая, распылив специальное вещество, сделает всех горожан рабами Зловреденя. Юная корреспондентка Молли, хозяйка Полли, проникает в мэрию и видит, что творит Кэд, но не успевает ничего сделать: бандит привязывает и её там же на крыше.
Блеск понимает, что уже лишён своей былой силы, но всё же бросается в здание, чтобы спасти заложников. Он случайно сталкивается со Зловреденем и разбивает пробирку в его руках — Суперпёс снова в строю! После битвы с тремя немецкими овчарками, обладающими такой же силой, и самим безумным учёным, который тоже выпивает эликсир силы, Суперпёс одерживает победу. Он освобождает Полли и Молли, закапывает глубоко под землю бомбу.
Злодеи в тюрьме, Дэн снова полицейский, Суперпёс продолжает охранять спокойствие города, а Полли так и не догадывается, что её любимый герой на самом деле — невзрачный бигль, живущий по соседству…

## В ролях
- Питер Динклэйдж — доктор Саймон Зловредень, сумасшедший учёный-генетик
- Алекс Нюбергер — Джек Ангер, хозяин Блеска
- Патрик Уобертон — Кэд Лэки, подручный Зловреденя
- Джеймс Белуши — Дэн Ангер, отец Джека, бывший полицейский, ныне охранник собачьего приюта
- Тейлор Момсен — Молли, корреспондент школьной газеты
- Джон Слэттери — мэр Кэпитол-Сити
- Саманта Би — Хелен Паттерсон, директор школы
- Джей Лено — камео

### Озвучивание
- Джейсон Ли — бигль Блеск / Суперпёс
- Джон Димаджио — бульдог
- Фил Моррис — немецкая овчарка Покалечить
- Майкл Масси — немецкая овчарка Убить
- Кэм Кларк — немецкая овчарка В атаку
- Эми Адамс — Полли / кокер-спаниель Молли
- Брэд Гарретт — ротвейлер Рифф Рафф, главарь уличной банды
- Джесс Харнелл — астронавт

## Релиз
«Суперпёс» вышел 3 августа 2007 года в 3013 кинотеатрах США. В первые выходные он заработал 11 585 121 долларов, заняв третье место после «Ультиматума Борна» и «Симпсонов в кино». Прокат фильма закончился 13 декабря 2007 года, к тому моменту фильм собрал 43,8 миллиона долларов в прокате США и 21,5 миллиона долларов за рубежом, что в сумме составило 65,3 миллиона долларов по всему миру. Фильм был выпущен на Blu-ray и DVD 18 декабря 2007 года. У Disney нет планов переиздать этот фильм на каких-либо домашних носителях после первого домашнего релиза, но он доступен для покупки на iTunes.

## Критика
Фильм в целом получил негативные отзывы. На Rotten Tomatoes он имеет рейтинг 16 % на основе 70 рецензий и средний рейтинг 4,14 из 10. Критический консенсус сайта гласит: «Суперпёс — это в основном забытая адаптация, которая слишком сильно зависит от переработанных материалов и небрежного производства». На Metacritic фильм получил 37 баллов из 100 на основе 16 рецензий, что указывает на «в целом неблагоприятные отзывы». Аудитория CinemaScore дала фильму среднюю оценку «А-» по шкале от A + до F.